# 鶉車
鶉車（うずらぐるま）とは、日本の郷土玩具の一種。鳥類の鶉を模して造られる。宮崎県に特有な玩具である。牽引したり、尻尾の部分を握って音を出すなどして遊ぶ。長寿の象徴とされ、曳くと鶉の鳴き声に似た音が出ると言われる。背中に描かれた模様は、外国文化の影響を示唆しているという。

## 起源
鹿児島県に「ぎっちやう」と呼ばれる、樹の枝を切り崩した棒切れを使って遊ぶ遊戯があり、その棒切れが鶉車の形状と似ているため、これが原形ではないかと考えられている。

## 素材
木製で、タラノキを素材とする。三角形状に刻んだタラノキに、同じく木製の車輪を装着する。胴体の部分には、赤と黒で鶉の体色を模した彩色を施す。

## 種類
代表的なものとして、法華岳薬師の鶉車と、久峯観音の鶉車がある。

### 法華岳薬師の鶉車
薬師が建立の際、朝鮮半島から帰化してこの地に定住した翁が、100歳の誕生日に、仏像を造る際に副産された木材の破片を集積して作り、近所の子供達に贈与したのが始まりであった。また、とある高僧が鶉に似た柱の切れ端を見つけ、それに目や羽根の模様を描くと、鶉の鳴き声を発したという伝説もある。車輪は腹部に火箸で穴を通して設置する。

### 久峯観音の鶉車
法華岳のものとルーツは同じと考えられている。胴体の下腹部に車輪を通すための切り込みがあり、法華岳のものが男性的な趣を出しているのと対照的に、女性的な印象を持つ。一般的に認知されている鶉車はこちらの方である。